# エースコンバット04 シャッタードスカイ
『エースコンバット04 シャッタードスカイ』は2001年9月13日にナムコ（現・バンダイナムコエンターテインメント）より発売されたPlayStation 2用フライトシューティングゲーム。エースコンバットシリーズ第4作。シリーズナンバーは『4』ではなく主に『04』と表記される。
サブタイトルの「Shattered Skies」は「砕かれし空」という意味であり、ゲーム内（Mission 8）では「ソラノカケラ」と意訳されている。なお、前作では日本語音声だったが、今作では英語に戻っている。
発売2日前にアメリカ同時多発テロ事件が発生したため、一時的にテレビCMを自粛し、あわや発売中止かと騒がれたが、予定通りに発売した。舞台は前作、前々作に引き続いてユージア大陸である。また、本作ではミッションの分岐は存在しない。

## ストーリー
ユージア大陸西部一帯を領土とする軍事大国・エルジア共和国と中央ユージア連合（FCU）を中心とするユージア大陸中部から東部の諸国家群は歴史的に関係が悪く、長きに渡って「武装平和」と呼ばれる緊張状態を続けていた。1996年7月、小惑星「1994XF04ユリシーズ」が地球への直撃コースを取っており、もしこのまま落着すれば核の冬が到来することが明らかになると、ユージア大陸各国はユリシーズを破壊するために協力し、迎撃用の巨大対空レールガン施設『ストーンヘンジ』を大陸中部の中立国サンサルバシオンに建造した。1999年7月、ユリシーズはロシュ限界を突破し1000個以上の破片に分裂して地球に落着、ストーンヘンジによってユリシーズの数々の破片は破砕され、人類の破滅という最悪の事態こそ避けられたものの、撃ち漏らした多数の破片が落着したことによりユージア大陸全土は大きな被害を被り、莫大な経済的損失と難民の発生によって混乱状態に陥った。
ユリシーズ落下から4年後の2003年夏、以前から続いていた対立に加えて、ユリシーズ落着によって発生した難民問題の対立が激化したことにより、エルジアはユージア大陸各国への武力侵攻によって事態の打開を図ることを決め、サンサルバシオンに電撃的に侵攻、|大陸戦争が勃発した。FCU（中央ユージア連合）を始めとする大陸各国はエルジア軍の侵攻に対しISAF（独立国家連合軍）を組織し対抗するも、エルジア軍はストーンヘンジを接収して対空兵器として転用。その圧倒的な対空制圧力により、ISAF空軍は壊滅的な打撃を受けた。航空支援のないISAFは元々ISAF全軍に匹敵する規模を誇っていたエルジア軍の前に後退を続けていき、打開策として航空戦力によるストーンヘンジ破壊が試みられるもエルジア軍のエース部隊「黄色中隊」によって失敗。ISAFはついにユージア大陸からの撤退を決断し、大部分の兵力は大陸北東の島国ノースポイントまで退却することとなる。こうしてノースポイントへ総司令部を撤退させたISAFは残存戦力の再編成に着手するが、総司令部は防空火力が脆弱な言わば「張り子の基地」であり、一方でエルジア軍は大陸北東部のリグリー飛行場を接収して戦略爆撃機部隊を集結させ、総司令部への爆撃を行おうとしていた。
2004年9月19日、エルジア軍工作員によりノースポイントの早期警戒レーダーの一部が破壊され、それと連携してエルジア軍の爆撃機部隊がノースポイントへ向かい進攻を開始、これに対処すべくISAFは「メビウス1」をはじめとする迎撃機を発進させる。

## システム
機体の購入
第2作までと同じく、機体はミッションで得た報酬によって購入することで使用可能になる。
特殊兵装
機銃やミサイルのほかに、機体ごとに設定された特殊兵装を一つだけ装備することができる。広範囲を攻撃できる対地爆弾（サイズによって最大投下段数や効果範囲が異なる）や、複数の敵を同時にロックオンできる空対空ミサイル・空対地ミサイルなどバリエーションは多岐に渡り、第3作の兵装選択システムの応用ともいえる。
特殊兵装は機体につき通常一つだが、別途購入することで複数（初期の特殊兵装を含め2つもしくは3つ）から選択できるようになる。下記の通り、一時帰還を利用することで、1ミッション中に他の特殊兵装を利用することも可能。CGモデルは一部を除き実在のものであるが、同じ種類でも機種によってモデルは変動する。
このシステムは特殊兵装選択が機種依存となった『5』を経て、『ZERO』以降で再び複数システムに戻されるといった変遷を経て、最新作の『7』に至るまで採用されている。
ポイント制
敵機には得点が設定されており、最重要の敵目標を破壊するだけでなく、時間内に特定ポイントを獲得することを目標としたミッションが追加された。ミッションの評価ランクは、ミッション中に獲得したポイントの量で決定される。
作戦中の離着陸
前作までは特定のミッション後のみ、イベントとして空母に着艦することが出来たが、今作では任意でミッション中に作戦エリアから離れることで空母や基地に帰艦・着陸し、弾薬の補給や機体の修理、特殊兵装の変更などを行った後に離陸、作戦に復帰できる。ただし、一定難易度以上では機体を修理して耐久値を回復させることはできなくなる（弾薬補給や特殊兵装変更は可能）。
対戦モード
第1作以来、本作に搭載された。第1作と同じく、今作も左右分割になっていて、5つの対戦方式で対戦できる。（ゲームクリアによってさらにステージが追加される）
本作で新たに採用された、特殊兵装システムや無線通信による演出などのゲームシステムは好評であったため、以降のシリーズ作品に継承されている。また、HUD視点、三人称視点の他にコックピット視点への変更もできるようになった。

## 用語集
本節内における年月日は特筆していない限りゲーム内の年月であり、実際の年月とは異なる。

### 国家、組織など
独立国家連合軍（Independent States Allied Forces, ISAF）
プレイヤーキャラクターであるメビウス1が所属する勢力。「アイサフ」と呼称される。加盟国の集団的防衛と平和維持を目的としており、加盟国が武力攻撃を受けた場合、他の加盟国が軍事的にその国を援助する大規模な軍事同盟。「Arrowhead（アローヘッド）」や「Three arrowheads（スリーアローヘッズ）」と呼ばれる3つの鏃を模したマークをシンボルとしている。
エルジアのサンサルバシオン侵攻に伴う軍事的脅威に対抗するために2003年8月に発足し、当初は前身である大陸諸国間経済同盟の原加盟国11カ国を含む16カ国で構成されていた。最終的に敵対国であるエルジア共和国と中立国サンサルバシオンを除くユージア大陸内全ての国が参加しているが、巨大対空砲施設ストーンヘンジによって大陸の制空権の大半を奪われたために、大陸東部の島々（コモナ諸島、フォートグレイス諸島、ロッキー諸島、ノースポイントなど）と大陸北東に位置する港湾都市セントアークの周辺を除き、大陸のほぼ全域をエルジアによって制圧されるまでに至る。当時すでに大陸からの撤退が決定しており、大陸北東の島国ノースポイントに於いて残存戦力の再編成中であった。敗戦ムード濃厚の中、ノースポイント陥落が現実味を帯び始めた2004年9月、後に今戦争最大の「英雄」と称されることとなる1人のパイロットが現れ、奇跡的な反攻を見せることとなる。
戦後の2006年、エルジア残党軍の蜂起に対応しこれを鎮圧する(『エースコンバット5』アーケードモード) など数年間は治安維持のため存続していたが、2010年頃までにユリシーズ落着前から存在する国際機関「IUN」が主導する「IUN国際停戦監視軍」(IUN-PKF) へ吸収・合併される形で解散した。解散後、所属部隊の多くは各国軍へ帰隊するが、一部の人員はそのままIUN-PKFに移籍しており、環太平洋戦争後の2014年時点でもIUN-PKFで活動している元ISAF所属パイロットが確認されている（『エースコンバット7』VRモード）。
エルジア共和国（Erusea Republic）
ユージア大陸西部に位置する大陸最大の領土を誇る国家で、首都はファーバンティ。大陸戦争開戦直前には一国でISAF全参加国の総軍事力と同程度の軍備を有していたほどの軍事大国で、歴史的に大陸内の他の国々とは関係が悪く、武装平和と呼ばれる長い緊張関係にあった。その一方で、非公式ながらもベルーサ大陸の大国ユークトバニア連邦共和国などとは、武器の輸出入に関する相互援助関係にあったともいわれている。
1999年、小惑星ユリシーズの衝突によって首都付近にその破片が落下、数万人が死亡する。これを含め大小10個の隕石が領内に落下し、ユージア大陸内に存在する国家の中でも特に大きな被害を受ける。しかし、大陸全体で数百万人といわれる被災難民の最大の受入れ先として期待されたため、60万人以上という大量の難民が国境に押し寄せ、結果的に同国に押し付けられる形となってしまう。これが元々対立状態にあった他諸国との更なる関係悪化を招き、開戦のきっかけとなる。
開戦後はストーンヘンジによる制空支援の下、1年で大陸全土をほぼ掌握したが、ノースポイントのISAF総司令部攻略に失敗し、ISAFによる大陸反攻以降は敗北への道を歩む。最終的に2005年9月19日、ISAF部隊による包囲作戦で首都ファーバンティが陥落し、ISAFによる降伏勧告を受諾した。
後のシリーズ作品では地理や本作における前史について設定が掘り下げられた。『エースコンバット3D』においてはユージア大陸に国境線が定められた事で詳細な領土が判明し、さらに『エースコンバット7』においては、かつて王政から共和制に移行した歴史があり、王政当時からの領土拡張政策によってシラージ王国・ボスルージ共和国といった周辺の小国家を併合したことで大陸西部一帯を支配する巨大国家となった経緯について触れられている。
サンサルバシオン（San Salvacion）
ユージア大陸中部に位置する中立国家で、首都は国名と同名のサンサルバシオン。大陸の交通の要所であり、過去幾度も戦場となった歴史を持つ。
領内に隕石迎撃目的で開発された対空砲ストーンヘンジが存在したこと、落着した隕石ユリシーズで発生した難民問題、ユリシーズ落着以前から存在した経済問題による東西対立などの理由により、2003年夏にエルジアによる侵攻を受ける。エルジア軍は猛烈な空爆と、それに続く3日間の地上戦の末に首都サンサルバシオンを制圧。同国内のストーンヘンジも接収される。以後、ISAFによる解放まで2年近くの間、エルジアによる圧政下に置かれることとなる。2005年7月10日深夜、レジスタンス組織の協力の下、官庁街・旧市街地、および市街地北方のサンプロフェッタ空港へ侵攻したISAF航空・地上部隊によって解放される。
ノースポイント（North Point）
ユージア大陸北東に位置する極東の島国で、ユージア大陸とは海によって隔てられている独立国家。大陸放棄を決定したISAFはここに拠点を構え、残存戦力の再編成を進めていた。しかし、レーダー設備こそ存在するものの防空態勢は貧弱で、当時ノースポイント陥落は時間の問題と思われていた。
2004年9月19日、潜入したエルジア工作員によるレーダー施設破壊と、それに連動した大陸北東に位置するリグリー空軍基地からの出撃機による空襲が行われたが、ノースポイントへの飛行経路途上のニューフィールド島市街地、および同島のアレンフォート航空基地が空襲を受けたものの、同島の上空でISAF軍機による迎撃を受け、ノースポイント空襲は失敗に終わる。同年10月5日、出撃元であるリグリー空軍基地がISAF軍機によって襲撃され、エルジア軍は集結させていた爆撃機隊を全て喪失。これによってノースポイントへの空爆の危機はひとまず去る。その後、空軍の奇襲作戦によりエルジア海軍によるノースポイント占領計画が頓挫し、ノースポイント防衛がほぼ確実なものとなり、同国で再編成された部隊は戦力を消耗することなく、後の反攻の貴重な戦力となった。
ユリシーズ落下以前の時代を描いた『3D』では軍事国家として君臨しており、仮想敵国であるユークトバニアに対抗する為に軍事要塞である「イントレランス」を建造するなど軍拡に邁進していた。その後『3D』でのクーデターや本作の大陸戦争など数多の争いを経験した結果、『5』の時代では中立国となっている。
中央ユージア連合（Federation of Central Usea, FCU）
ユージア大陸に存在する国家で、ISAFを構成する小国家群の中では最も規模の大きい大統領制国家。ISAFの主力軍はFCU軍である。小惑星ユリシーズの地球への落下を最初に公式発表し、2003年にはエルジアのストーンヘンジおよびサンサルバシオン占拠に抵抗して、多数の同盟国（ISAFの前身である大陸諸国間経済同盟およびUTO）にISAF結成を呼びかけた（当時のFCU大統領はロバート・シンクレア）。
大陸諸国間経済同盟（Continental Nations Economic Alliance）
ISAFの前身である、FCUを中心としたユージア東側諸国11カ国で構成される中小規模国家間の経済的同盟。ISAF結成以前から、エルジアの軍事的脅威に対抗するための大規模な軍事同盟の構想は存在していたが、エルジアに無用の刺激を与えるのではとの懸念から経済同盟以上の結び付きを持つことは控えられていた。しかし、エルジアによるサンサルバシオン占領、ストーンヘンジ接収により危機に晒された加盟国は、元々の経済的同盟に軍事的な同盟としての要素を付け加え、ISAFへと発展させることとなる。
中央ユージア条約機構（Central Usea Treaty Organization, UTO）
FCUを含む一部のユージア東側諸国によって構成される比較的小規模な軍事同盟機構。エルジアのサンサルバシオン侵攻以前は、ストーンヘンジの警備を担当していた。

## 部隊名

### ISAF
ISAF空軍第118戦術航空隊メビウス（118th Tactical Fighter Wing “Mobius”）
プレイヤーキャラクターである「メビウス1」が所属するISAF空軍の戦闘機部隊。大陸撤退後、ISAF空軍は残存兵力の寄せ集めから再編成され、同じ中隊に複数の機種の航空機やコールサインが混在していた。そのため、当部隊で実際にメビウス中隊としての統一されたコールサインやエンブレムが使用されたのは、メビウス1の功績が多大なものとなった戦争末期に、メビウス1を中心に部隊が再編成されてからである。メビウス中隊再編成以降、同中隊所属機のコールサインは「メビウスn」（nは番号）で統一され、部隊章（エンブレム）にはメビウス1同様、メビウスの輪を模したものが使用された。ノースポイントでの編成当初、同隊は残存部隊から再編成された部隊だったとはいえ、大陸戦争初期の激戦を生き延びた搭乗員が含まれていた。
部隊が参加した主な戦闘は、ノースポイント防空戦、コンベース港空襲、コモナ防空戦、バンカーショット作戦（ヘイル・クラウン・カランダビーチ上陸戦）、ストーンヘンジ攻撃、サンサルバシオン解放、ウィスキー回廊戦車戦、ファーバンティ包囲戦などで、いずれの戦闘に於いても高い戦果を上げ、今戦争に於けるISAFの勝利を牽引した。
なお『ACE COMBAT INFINITY』において2016年3月15日に特別機体としてメビウス中隊の各機体が追加され、解説文において以下の通り各メンバーの機体と簡易的な解説が語られた。
- Mobius1 F-22A…プレイヤーキャラクター。性能強化により極めて高い制空戦闘能力を持つが繊細な操縦技術が求められる機体。
- Mobius2 F-22A…メビウス1と比較すると平凡な印象を受けるが、一度も撃墜されることなく終戦まで戦い抜いた優秀なパイロット。堅実に総合力をアップさせた機体。
- Mobius3 F-22A…部隊の兄貴分として隊員たちの精神的支柱であったパイロット。味方機の援護とバックアップ能力を強化した機体。
- Mobius4 F-22A…長時間のミッションを行う継戦能力を強化した機体。
- Mobius5 Typhoon…対地戦闘のスペシャリスト。速度性能と兵装搭載数に特化した機体。
- Mobius6 Typhoon…やや腕前は心もとないものの、勢いと思い切りのあるパイロット。加速性能と耐久性を強化した機体。
- Mobius7 Rafale M…兵装搭載数と耐久性が強化された機体。
- Mobius8 Rafale M…度々撃墜されるものの、その都度必ず生還するという人物。パイロットの生存性を最優先に調整された機体。

### エルジア
エルジア空軍第156戦術戦闘航空団アクィラ（Erusea Air Force 156th Tactical Fighter Wing “Aquila” Squadron）
エルジア空軍がストーンヘンジ防衛のために選抜したパイロットによって構成された戦闘機部隊。通称は「黄色中隊（Yellow Squadron）」で、コールサインは「イエローn」（nは番号）。主翼両端と機体下部を黄色に塗装したSu-37を使用する。その特徴から「黄色中隊」と呼ばれることが多いが、正式には「アクィラ中隊」（鷲座の意）であり、部隊章（エンブレム）には鷲と5機の機体、そして鷲座が描かれている。出撃時には、隊長である「黄色の13」が僚機として随伴する隊員を選び、常に5機編隊で出撃する。サンサルバシオン南部の建設途上の高速道路を利用した野戦滑走路を基地とし、ストーンヘンジ防衛任務の他に、大陸制圧が進んでからは制空任務を受け遠方に派遣されることもあった。ISAFによる第1次ストーンヘンジ攻撃に於いて、戦闘爆撃機「F-15E」12機と、その護衛機「F-15C」12機で編成された選抜パイロットによる当時最精鋭のISAF特別攻撃部隊を、わずか5機編隊の当部隊が全滅させたという実績を持ち、エルジア軍はもちろんISAFにもその存在が知れ渡っていた。
コモナ諸島での大空中戦においてプレイヤーの行動次第で一機に被弾させることが可能だが、この時点では戦場の混乱によりメビウス1の脅威を認識することはなかった。
ISAFの大陸再上陸以降、黄色中隊は補給の遅延などにより資材調達が困難となり始め、ISAFの第2次ストーンヘンジ攻撃に際して隊員の「イエロー4」が戦死。以降も戦死者や熟練隊員の引抜きも相まって弱体化が進み始める。戦況が悪化するに従い損失機も増えサンサルバシオン解放戦ではプレイヤーの行動次第では黄色の13以外の全機が撃墜される。最終的に首都ファーバンティ防衛戦に於いて、メビウス1との交戦により出撃した5機全機が撃墜、黄色中隊は壊滅する。しかしその後、停戦に従わない一部の部隊が黄色中隊と同様の塗装を行ったSu-37で抵抗を続けており、部隊壊滅後もなお、同中隊がエルジア軍に与える影響力の大きさを物語っている。
エイギル艦隊（Aegir Fleet）
「無敵艦隊」や「不沈艦隊」とも呼ばれるエルジアの主力艦隊。同艦隊はノースポイント上陸作戦に向けてコンベース港に集結。作戦に必要な緊急展開軍や大量の物資を空輸し部隊編成を進めていたが、2004年11月7日、ISAF航空部隊の襲撃により空輸部隊が壊滅。空輸計画の変更を余儀なくされる。さらに同19日、ISAF航空部隊は多大な犠牲を払いながらもコンベース港への唯一の燃料供給源である石油化学コンビナートを破壊。燃料補給も断たれたことによって、侵攻作戦は延期された。そして同23日、ISAF航空部隊のコンベース港奇襲で停泊していた保有艦艇の大部分と集積物資を喪失。無敵艦隊は海に沈み、侵攻作戦は無期限延期されることとなる。この勝利で、ノースポイントを拠点とするISAFへの差し迫った危機は消滅。これは開戦以来守勢に回り続けていたISAFにとって、今戦争に於ける大きな転換点であった。
ISAFによるコンベース港奇襲時に於けるエイギル艦隊の陣容は、近代化された戦艦タナガー（アメリカ海軍アイオワ級戦艦がモデル）を旗艦に、空母ジオフォン（アメリカ海軍キティホーク級空母がモデル）、イージス艦レイヴン（アメリカ海軍タイコンデロガ級巡洋艦がモデル）、巡洋艦ベルガ、ラズーリ、フェンリス、コルガ他5隻（いずれも海上自衛隊はたかぜ型護衛艦がモデル）、駆逐艦ハーン、タイチ、チアシ他7隻（いずれもフランス海軍カサール級駆逐艦がモデル）、潜水艦ベイオウルフ=ニュー、ベイオウルフ=パイ他5隻（いずれもアメリカ海軍ロサンゼルス級原潜がモデル）、揚陸艦2隻（いずれもイタリア海軍サン・ジョルジョ級ドック型揚陸艦がモデル）、補給艦2隻（いずれも海上自衛隊とわだ型補給艦がモデル）の大編成であった。
なお、のちの『7』ではタナガーの艦長だったマティアス・トーレスが登場する。

## 架空機/架空兵器

### 国際共同開発
ストーンヘンジ（Stonehenge）
ロシュ限界を突破した小惑星ユリシーズ（Ulysses）の破片を大気圏突入後に燃え尽きる大きさに砕く目的で開発された、火薬による発砲と電磁加速を併用したハイブリッド式地対空レールガン。正式名称は『120cm対地対空両用磁気火薬複合加速方式半自動固定砲』。本来の目標である隕石ばかりか、約650海里（約1200km）の射程圏内で高度2000フィート（約600m）以上を飛行する航空機に対しても絶大な破壊力を有していた。
ユリシーズ迎撃用としてサンサルバシオン国内のハッティーズ砂漠地帯に8基が建造され、1999年7月のユリシーズ迎撃に投入され多数の破片を破砕することに成功するが、撃ち漏らした破片によって第4号砲が破損した。その後2003年夏のエルジア軍によるサンサルバシオン侵攻に端を発する大陸戦争においてエルジアに接収・兵器転用され、大陸規模の対空攻撃システムとして猛威を振るい、エルジア軍快進撃の原動力となったが、2005年4月2日に行われたISAF側の強襲で残りの7基も破壊された。この作戦時に故障中で破壊されずに残った第4号砲が『7』にてアーセナルバード初号機（リバティ）撃墜の為にオーシア軍に使用され、その絶大な威力でアーセナルバードの電磁バリアを貫通し撃墜したのち機能を停止した。

### エルジア
X-02
エルジアが開発していた新型ステルス戦闘機。同国の航空技術・軍事技術の結晶ともいえる戦闘機で、それぞれ高い格闘戦能力と高速巡航能力を発揮できる2種類の形態を有する。
メガリス（Megalith）
エルジアが開発していた軌道上に残存する小惑星ユリシーズの破片を落着させるロケット（ミサイル）の発射センターとして、エルジア首都ファーバンティ南方のトゥインクル諸島近辺に建設された巨大要塞。要塞から南に伸びるミサイル搬入路の側面に構築された発射機群には、軌道上に残る小惑星の破片と結合し、地上に向かって落下させる機能を持つロケットが多数配備されている。ロケットは要塞から照射される誘導用レーザーによってコントロールされる。この特殊ロケットの他に、中央サイロには大型ミサイル、その東西のランチャーに4発の中型ミサイルが格納されているが、これらが隕石落着機能を持つものなのか、単なる弾道ミサイルなのかは不明である。メガリスは通常の航空攻撃では破壊が困難な高い堅牢性を持ってはいたものの、開発途中だったためか防衛用対空火器が一切配備されていない状態であった。
首都陥落によるエルジア政府降伏後、開発中であったメガリスは降伏に従わないエルジア軍将校団によって占領され、大陸に再び隕石を落下させ始める。2005年9月26日、ISAFによる攻略作戦が実行され、エルジア軍残存部隊は同軍の精鋭部隊である黄色中隊機と同様の塗装を行ったSu-37で構成された臨時編成の戦闘機部隊を投入し抵抗するが、部隊員の多くは低練度の新兵であり、メビウス1を中心に再編成されたISAF精鋭航空部隊、通称“メビウス中隊”を抑えきることは出来なかった。同隊の航空支援の下、要塞内部に潜入しサブコントロール室制圧に成功したISAF陸上部隊と、それに連動したメビウス1の大型ミサイルへの攻撃によって、メガリスは格納されていたミサイル群が誘爆し内部から破壊され陥落することとなる。
デザインは『ACE COMBAT 2』に登場する要塞「イントレランス」のリメイク。

## 登場人物

### ISAF
メビウス1（Mobius 1）
プレイヤーキャラクター。当初はISAF空軍の一パイロットに過ぎなかったが、2004年12月31日、コモナ防空戦に於いて、エルジア軍の最精鋭部隊である黄色中隊機に命中弾を与え、同隊を撤退に追い込み頭角を現し始める。さらに、2005年4月2日のストーンヘンジ攻撃作戦に於いて、ストーンヘンジ破壊と黄色中隊「黄色の4」撃墜を成し遂げたことで、その存在は内外に広く知れ渡り、以降は敵味方双方から注目されることとなる。 機体にメビウスの輪を模したエンブレムが描かれており、それがリボンのように見えたため、エルジア軍兵士からは「リボン」や「リボン付き」、或いはその凄まじい戦果から「死神」と呼ばれ恐れられる。戦後はその功績から大陸解放の「英雄」と称えられ、伝説的パイロットとなる。
次作『ACE COMBAT 5』ではアーケードモードのプレイヤーキャラクターとして登場したほか、『ACE COMBAT 7』ではVRモードのプレイヤーキャラクターとしても登場している。
作中では人物像などが描写されるシーンは全く存在していないが、TwitterのACES公式アカウントでは、この「リボン付き」にまつわる開発中にイメージされていた幼少時代のエピソードがツイートされた。
プレイヤーが操作するメビウス1の功績や通称が敵味方を問わずに絶えず無線を通じて発言されるという演出は、プレイヤーのモチベーション向上も相まってシリーズを通してユーザーの中では最も人気が高く、以降のシリーズの主人公の方向性を決めるに至った。
AWACS「スカイアイ」（SkyEye）
今戦争を通じてメビウス1と共に戦場の空を翔ける早期警戒管制機E-767「スカイアイ」管制官。メビウス1の参加した全作戦の管制を担った。
※ 次作『ACE COMBAT 5』アーケードモードでも、メビウス1担当AWACSとして登場する。
レオナード・ベルツ
ISAFによる大陸再上陸作戦、通称「バンカーショット作戦」に於いて、第32海兵コマンド連隊B部隊を指揮する。階級は中尉。エルジア軍との豊富な戦闘経験を持つが、その多くはストーンヘンジによる敵制空権下の戦闘であり、航空支援を得られず苦汁を舐めてきた。再上陸作戦において、同部隊は他のISAF部隊に先駆けてビーチに上陸、メビウス1を含む増援航空攻撃部隊と共に担当区域であるクラウンビーチを順調に制圧していくが、ベルツ中尉は作戦完了を目前に戦死してしまう。その後、部隊の指揮は同部隊のコリンズ軍曹に引き継がれ、クラウンビーチの確保に成功している。
ヴァイパー3,4,7~11、オメガ1~5,11,12、ヘイロー2,5~7,9~11、レイピア1,3~6,8,11,12
メビウス1と共に各作戦に出撃する ISAF空軍のパイロット達。いわゆるモブキャラであり、ミッション中には優勢や劣勢、被弾や撃墜など様々な場面に応じて無線を通じて状況を伝えてくる。これらの無線は味方機体の状況に応じてある程度ランダムに流れるため、時には同じパイロットが複数回撃墜されるといった場面が発生することもあった。特にオメガ11は特徴的な野太い声をしているためか、「何度墜落、撃墜されても甦る不死身の男」、さらに転じて「むしろ墜落、被撃墜によるベイルアウトを自ら好んで行っている（ベイルアウター）」といった非公式なキャラ付けが成されていった。制作側でもこの一件を意識しているようで、『インフィニティ』においては「被弾王」と呼ばれる同名のパイロットが登場したり、ベイルアウト時の無線音声や通り名が用意されるなどしている。
その後、『7』のVRモードにオメガ11は登場した。この時にはIUF-PKFで活動するベテランパイロットとして登場しており、その時のスタッフインタビューにて「本作では残念ながらベイルアウトはしません」と、このベイルアウトネタを使っている。

### エルジア
黄色の13（Yellow 13）
ストーンヘンジ防空のために選抜されたパイロットで編成された戦闘飛行隊、通称「黄色中隊」の隊長。戦闘機パイロットとして優れた技量を持つ。その証明として5機編隊で飛行する黄色中隊機の中で、一斉に同じ旋回機動をしたにもかかわらず彼の操縦する機体のみが鋭く飛行機雲を引いたというエピソードが残っている。また、大陸戦争中期に於ける彼個人の総撃墜スコアは64機という驚異的な撃墜数を誇っていた。ギターを弾くことを趣味としているらしく、行きつけの酒場でよく弾いている。
パイロットとしての高い誇りを持つと同時に、メビウス1の素質をいち早く見抜いた人物でもあり、やがて彼を自身の対等な敵手と認めるに至る。また、自らの撃墜数よりも共に出撃した全ての列機を連れ帰ることを誇りとする他、戦闘機乗りの本分である空中戦による決着を望み、技の限りを尽くし戦えるのであれば、たとえ撃墜されても構わないとする信念を持つ。一方で、レジスタンスによる地上での自部隊の損害に対しては怒りを露わにするなど、自らが中立国に侵攻し圧政を敷く侵略軍の一員であることを省みていない一面もある。後に、中隊の行きつけの酒場の娘と、自らが親しくしていた戦災孤児の少年がレジスタンスのメンバーであると知り強い衝撃を受けるが、軍には報告せず少年達を見逃すことを決めた。2005年9月19日、エルジア首都ファーバンティ防衛戦に中隊を率いて出撃するがメビウス1との交戦で中隊は壊滅。自らもメビウス1との激闘の末、エルジアの空に散る。
「黄色の13」のコールサインは、実在のエース・パイロットであるハンス＝ヨアヒム・マルセイユ（黄色の14）から取られている一方、キャラクターのデザインは過去の複数のエースパイロットを参考にキされている。これ以降のシリーズ作品であり、設定上の時系列では本作品の後である『5』および以前の『ZERO』にも黄色中隊と同じカラーリングの機体や、それを駆る敵エースが登場するが、当人物や「黄色中隊」とのストーリー的な繋がりがあるかどうかは不明である。また、メビウス1のF-22と同様、「黄色の13」カラー（主翼の端を黄色く塗り、「013」のナンバーとエルジアのラウンデル付き）のSu-37が本作以降の全てのシリーズ作品（『6』では同系列のSu-33）で使用可能である。ただし、『6』ではメビウス1仕様のF-22と同じく有料DLCで購入しなければ使用できない。
黄色の4（Yellow 4）
黄色中隊の唯一の女性隊員で、「黄色の13」のかつての教え子でもある。「黄色の13」から対の信頼を受けけておりその時々の状況により常に入れ替わる「黄色の13」の4機の列機の中で毎回2番機を務めている。ほか、黄色の13」の護衛機をも担当しているI
ISAFの大陸再上陸以降、不足気味であった予備機材がレジスタンスの破壊工作によって失われたため、不調機でストーンヘンジ防空に出撃。2005年4月2日、ストーンヘンジ上空でメビウス1との戦闘により撃墜され戦死した。彼女の遺品である香水の香るハンカチは「黄色の13」が戦死するまで、彼が肌身離さず懐に入れていた。
ジャン・ルイ・フローベル（Jean-Louis）
ファーバンティ陥落によるエルジア政府降伏後も抵抗を続けるエルジア軍残存部隊の一人。コールサインは「黄色の21（Yellow 21）」。元々は航空予備士官学校の練習生に過ぎなかったが、メガリス防衛に際して新生黄色中隊の隊長を務める。
ジーン（Gene）
メガリスで抵抗を続ける新生黄色中隊のパイロット。コールサインは「黄色の18（Yellow 18）」。慌てものな性格。ジャン・ルイ機が撃墜されると慌てふためき、他のパイロットから指揮を継承するよう諭される。
同部隊には他にエスター、ケネス、リスト、ミハイル、クルト、デュアン、ルイスと呼ばれる人物たちが参加している。

### 民間人
戦災孤児の少年
中立国サンサルバシオンに住む少年で、成人後の彼が語り部となって物語が進行する。開戦初期に、「黄色の13」が撃墜した戦闘機が家に墜落して家族を失い、「黄色の13」に復讐を誓うが、身を寄せた酒場での彼らとの触れ合いによってそれと矛盾する感情が次第に芽生えていく。サンサルバシオン解放後も、酒場の娘と共に敗走する黄色中隊を追い、「黄色の13」の最期を見届ける。そして、空から舞い落ちてきた「黄色の13」と「黄色の4」の共通の遺品となったハンカチを拾い、酒場の娘と共にファーバンティ郊外の林の中にハンカチを埋めた。ハーモニカの名手で、ギターの巧みな「黄色の13」とは酒場で共演もした。
酒場の娘
黄色中隊の行きつけの酒場「CAFE PUB & RESTAURANT SKY KID」の主人の娘。年の頃は戦災孤児の少年よりやや上。少年が心を惹かれるが、彼女は「黄色の13」にほのかな想いを寄せ、常に彼のそばにいる「黄色の4」に対しては嫉妬の眼差しを向けている。占領軍を馴染み客にする酒場の主人は少年の叔父を含めた街の住人から眉を顰められているが、実は一家全員レジスタンスのメンバーで、彼女自身も破壊工作に従事している。
少年の叔父
家族を失った少年の保護者で、タクシーの運転手。しかし、エルジア占領下の経済統制でタクシーの燃料が入手困難となり失業した。酒浸りの生活となり、ハーモニカ演奏による少年の酒場での稼ぎを搾取する日々を送るが、やがて原因不明の失踪を遂げる。
ナガセ
民間航空会社エアイクシオン701便の副操縦士。エルジア軍に拘束されていたストーンヘンジの技術者、およびその家族を乗せ、同社の702便と共にエルジアを脱出する。701便は離陸時に機長が負傷したため副操縦士のナガセが操縦桿を握ることとなる。2機はエルジア軍機による追撃を受けるも、護衛に出撃したメビウス1により2005年3月14日に救助される。
フルネームはケイ・ナガセ（永瀬ケイ）。元空軍パイロットでTACネームは「EDGE」。 過去作の『エースコンバット2』に登場したナガセと同一人物である。

## キャスト
- ジェフ・ジェダート - サイドストーリーのナレーション[8] / 酒場の少年
- ニール・ハワード - スカイアイ[8]
- キース・フィリップス[8]
- クリス・サイモンズ[8]
- ジェフ・クレーマー[8]
- ケヴィン・ミラー[8]
- デイヴ・ノーリン[8]
- ゲイリー・マルティネス[8]
- ジェーン・フォックス[8]
- マイク・イノウエ[8]

## 収録機体
プレイアブル機は実在機20種と架空機1種を合わせた計21種である。
本作ではシリーズで初めて航空機メーカーからのライセンス（航空機名使用許諾）を取得した。プレイアブル機のF-22・F-16・F-117、およびNPCのU-2・C-130・SR-71がそれで、この6種はロッキード・マーティン社の商標としてクレジットされている。なお、本作のライセンス取得は一社にとどまり、他のメーカーからはライセンスを取得しなかったため、他の一部機種にはゲーム向けの略称が使用されている。
| 戦闘機 （Fighter） | 攻撃機 （Attacker） | マルチロール機 （Multirole） |
| ------------------ | ------------------- | ---------------------------- |
| F-4E               | A-10A               | F/A-18C                      |
| F-5E               | TND-IDS             | R-M01                        |
| F-16C              | F-117A              | F-15E                        |
| MIR-2000           | F-2A                | X-02                         |
| F-14A              |                     |                              |
| F-15C              |                     |                              |
| MIG-29A            |                     |                              |
| EF-2000            |                     |                              |
| SU-35              |                     |                              |
| F-22A              |                     |                              |
| SU-37              |                     |                              |
| F-15 ACTIVE        |                     |                              |
| S-37A              |                     |                              |

## 開発

### スタッフィング
ミッション間のサイドストーリーはSTUDIO 4℃制作、片渕須直監督が演出・脚本を担当。戦争の被害者である少年の視点でシナリオが書かれた。なお、片淵は本作以降も次回作「5」で全体の脚本を担当した他、本作の15年後を描いた「7」でも脚本を担当している。
地上のグラフィックにはIKONOSによって撮影された衛星写真が用いられた。

### サウンド
前作『ACE COMBAT 3』の世界観であるサイバーパンクを意識した楽曲から、『ACE COMBAT 2』の系譜に連なるエレクトリックギターとシンセサイザーを中心とした「ギターサウンド」（サウンドディレクターの中西哲一による表現）にやや回帰しており、多くの楽曲ではこれに加えてオーケストラ風の表現が用いられている。ストーリームービーではストリングスを取り込んでおり、クライマックスには挿入歌「Rex Tremendae」（レックス・トレメンデ／恐るべき御稜威の王）「Megalith ~Agnus Dei~」というラテン語によるレクイエムを組み込んでいる。最終局面での演出にこだわった開発スタッフが一人いたらしく、この曲の収録には苦労したというエピソードが残っており、以降のシリーズ作品でも、最終ミッションでの演出はこういった合唱曲を含むものが通例となっている。また、「USEA National Anthem ~Hymn of Liberty~」（ユージア国際賛歌 ～ヒム・オブ・リバティ～）といった、テーマソング以外で音声を含む楽曲が他にもあり、これも本作からの特徴である。エンディングテーマはステファニー・クックが歌う「Blue Skies」。
エンジン音などのサウンドエフェクトの一部は、茨城県小美玉市にある航空自衛隊第七航空団および偵察航空隊が所属する百里基地の協力で録音された。収録の光景を収めた写真が本作の取り扱い説明書最終ページに掲載されている。エンジンの構造や視点位置の違いを再現するため、一つの音で何十回というリテイクが行われたという。また、無線音声の数は約3000にも上り、一部は銃撃音といった背景音の合成処理がされている。

## アメリカ同時多発テロ事件の影響
本作発売の2日前に発生したアメリカ同時多発テロ事件によって、本作は少なからず影響を受けた。
本作は発売前からテレビCMが放送されていたが、本事件の翌日からナムコはCMの放送を自粛した。
戦闘機が飛行する映像が事件を連想させるとの判断であった。
発売を目前に控えていたスタッフは当時、AC04Web上に掲載されるGAZE紙、ISAFの隊員募集ポスター、Usea Today Specialを制作していたが、その中にはエルジア海軍エイギル艦隊所属の巡洋艦コルガから撮影されたという設定の、コンベース港をバックに同艦隊旗艦の戦艦タナガーが撃沈される画像があった。本来この画像には、コンベース港の街並みが炎上するタナガーの煙に覆われる描写があったが、偶然にもワールドトレードセンターの崩落と酷似しており、最終的にはスタッフの話し合いにより背景のビル群を削除することになった。